# Радлица, Ян
Ян Радли́ца (ум. 12 февраля 1392, Краков) — польский римско-католический и государственный деятель, канцлер великий коронный (1380—1386), епископ краковский с 5 февраля 1382 года по 12 января 1392 год, натуралист и врач.

## Биография
Представитель польского дворянского рода Радлицких герба «Порай».
Учился во Франции, с 1361 года в Париже, а затем в Монпелье. Он был магистром медицины и гуманитарных наук, а также бакалавром теологии.
В 1374 году Ян Радлица был назначен каноником краковским. С 1376 года он работал в должности придворного врача короля Польши и Венгрии Людовика Великого. Был членом учрежденного королём вельможного совета из 4 человек, действующего от имени короля во время его отсутствия в Польше. В 1380 году Ян Радлица был назначен канцлером великим коронным, а в 1382 года получил должность епископа краковского.
В период бескоролевья в 1382—1384 годах епископ краковский Ян Радлица был активным сторонником политики и правления Анджуйской династии, а также заключения унии Польши и Великого княжества Литовского.
Принимал участие в создании монастыря паулинов на Ясной Горе в Ченстохове в 1382 году, а в 1390 году вместе с королём Ядвигой Анжуйской финансировал монастырь бенедиктинцев в Клепаже в Кракове. В 1384 году получил от польской королевы, согласно традиции, собственно вышитый ей рационал. Он сохранился до сегодняшнего дня и используется во время важных церемоний и богослужений.
В 1383 году Ян Радлица издал устав для краковского капитула, являвшимся дополнением к ранее составленному уставу епископа Яна Грота в 1328 года.
12 февраля 1392 года Ян Радлица скончался в Кракове, он был похоронен в Вавельском кафедральном соборе.